# Parque Biológico de Gaia

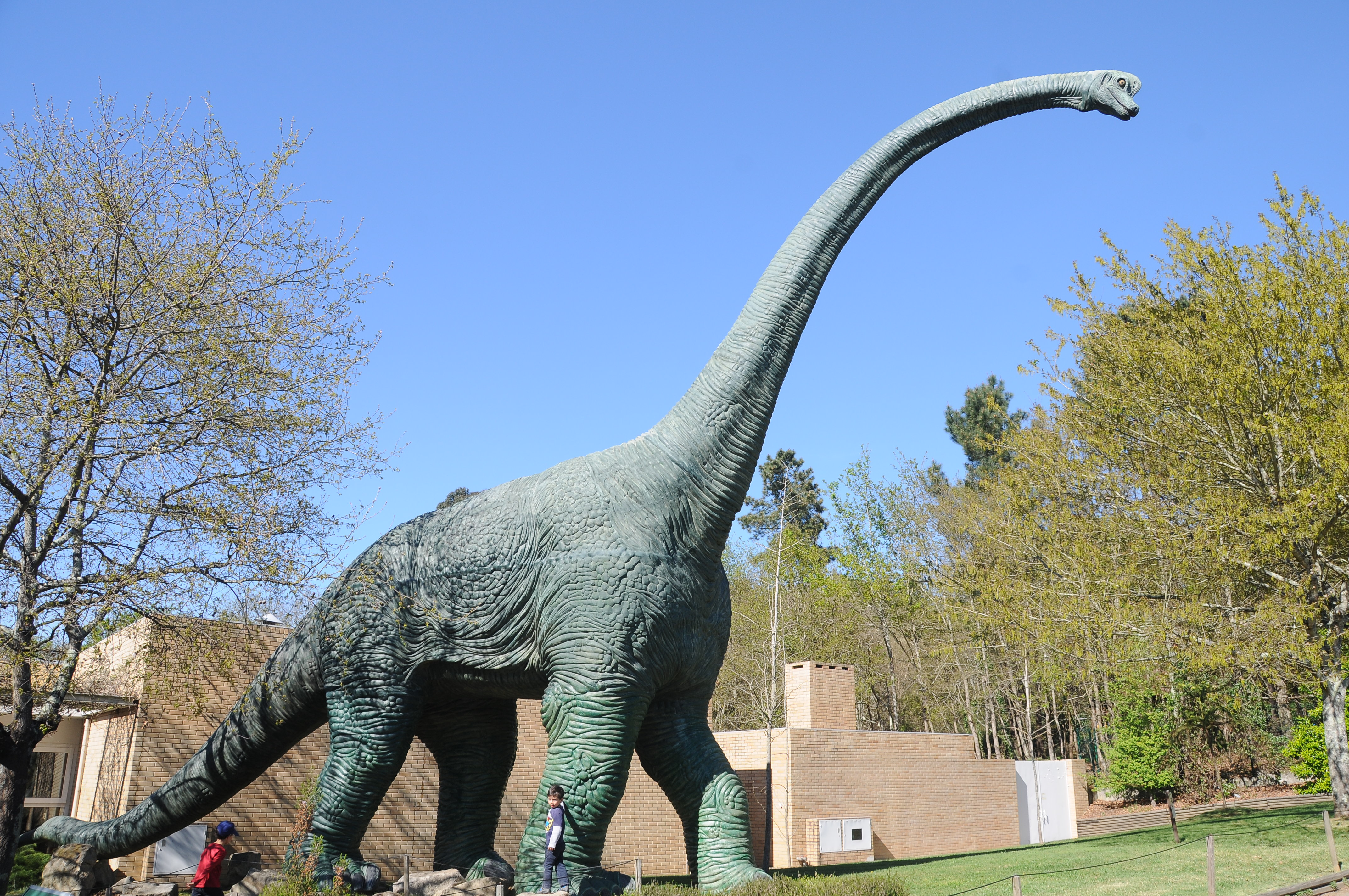
Entrada do Parque Biológico com um Braquiossauro em tamanho real

O Parque Biológico de Gaia é uma reserva protegida situada no vale do Rio Febros, nas freguesias de Avintes e Vilar de Andorinho, Vila Nova de Gaia. Alberga uma enorme quantidade de fauna e flora ao longo dos seus 34 hectares de extensão, recriando o seu habitat natural, como apresenta uma variedade de acções lúdico-pedagógicas.
Aproveitando a zona agro-florestal em que se encontra localizado, o seu foco para com a preservação da paisagem da região torna-o como que um museu vivo dos traços ambientais que a contínua urbanização do concelho vai perdendo.

## Vertente Ambiental
O objectivo do Parque Biológico é a compreensão pelos visitantes da paisagem da região, incluindo todos os seus componentes (flora, fauna, clima, arquitectura rural, usos e costumes, hidrografia, etc.), e do contraste entre essa paisagem agro-florestal, que se preserva no Parque, e a envolvente urbana.
É também, uma pequena reserva natural de fauna e flora; mais de 40 espécies de aves selvagens nidificam no Parque e outras tantas visitam-no durante as migrações.
Para além disso,tem um Centro de Recolha e Recuperação de Aves e outros animais, com Clínica Veterinária própria), que tem restituído muitas aves selvagens à sua vida em liberdade. Nos casos em que as aves são irrecuperáveis, podem encontrar dois destinos: ou são abatidas a fim de ao serem soltas não morrerem de fome; ou servem fins de educação ambiental. Esta última solução permite aos milhares de crianças e adultos que visitam o Parque Biológico de Gaia terem uma ideia da riqueza do património natural português, quando vêem de perto espécies que na natureza dificilmente encontrariam com tanta proximidade: águia-calçada, milhafre, grifo, flamingo, ostraceiro, alfaiate, garça-nocturna, garça-boieira e tantas outras espécies.

## Vertente Lúdica
O parque possui um percurso pedestre com cerca de 3 Km, permitindo assim explorar os vários espaços naturais e viveiros de plantas e animais, tal como os aspectos rurais, pois vão surgindo ao longo do percurso moinhos, casas rurais, explorações agrícolas, eiras e espigueiros, carvalhais, pinhais, lagos, o Rio Febros, viveiros com animais e plantas, numerosas vitrinas com informações sobre o meio envolvente e placas de identificação de plantas.

## História
O Parque Biológico de Gaia foi criado em 1983 com um objectivo pedagógico de difundir a temática da educação ambiental junto do público jovem e adulto.
A necessidade da existência do Parque começou a ser sentida a partir dos anos 70, quando escolas e outras instituições começaram a solicitar às Associações de Defesa do Ambiente e outros organismos de Conservação da Natureza a organização de aulas de campo e visitas de estudo a locais adequados.
Partindo de uma pequena equipa e de instalações provisórias, começou-se pela abertura e sinalização de caminhos, construção de instalações para animais, abertura de lagos e produção da primeira informação destinada ao público.
Perante a total falta de experiência, em Portugal, relativa a centros de iniciação ambiental, optou-se, com o apoio do Comité dos Desafios da Sociedade Moderna da OTAN, por efectuar uma visita de estudo a diversos equipamentos com finalidades semelhantes espalhados pela Europa, com o intuito de recolher as ideias que a eles presidiram.
O projecto Parque Biológico, finalmente concluído no final de 1983, é o resultado de todas estas experiências visitadas.
Em 1997 o parque foi ampliado para 35 hectares, não só com o objectivo de alargar as instalações mas principalmente no intuito de preservar a integridade paisagística do local. É que a pressão imobiliária avança rapidamente naquela direcção e o parque é cada vez mais uma ilha no meio do betão. Porém, a autarquia de Vila Nova de Gaia já inscreveu aquele espaço como zona protegida no Plano Director Municipal.